# Красная улица (Ижевск)

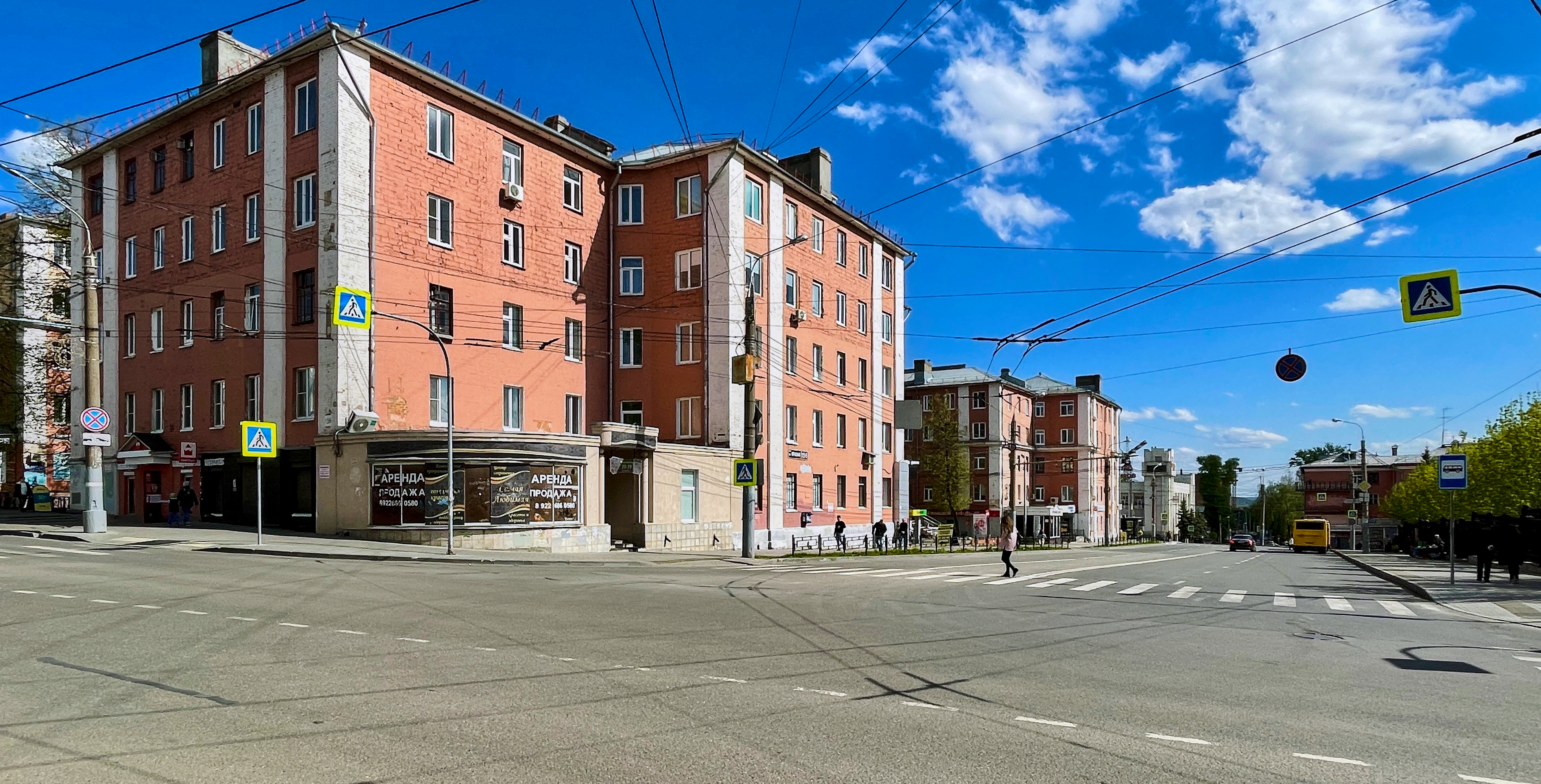
Перекрёсток с улицей Советской

Кра́сная у́лица (до 1918 года — Куренная улица) — одна из центральных улиц Ижевска. Расположена в Октябрьском и Первомайском районах города. Проходит с юга на север от Железнодорожного переулка до улицы Кирова. Нумерация домов ведётся от Железнодорожного переулка.
От Красногеройской улицы до улицы Бородина нет сквозного проезда. От улицы Ленина до улицы Карла Либкнехта организовано одностороннее движение автотранспорта.

## История
Красная улица — одна из старейших улиц Ижевска. Точное время её возникновения неизвестно, но, по-видимому, первые строения здесь появились ещё в период работы железоделательной фабрики, то есть во второй половине XVIII века. Своим первым названием — Куренная — улица обязана рабочим-углежогам, которые выжигали («курили») древесный уголь для Ижевского завода. Скорее всего, именно куренщики и стали первыми жителями Красной улицы.
В документах Куренная улица впервые упоминается с 1810 года. Застроена она к тому времени была небогато, поскольку труд рабочих-куренщиков ценился очень низко. Но уже в первой половине XIX века ситуация начала меняться — рабочих-бедняков с улицы стали постепенно вытеснять более состоятельные жители Ижевска: купцы, чиновники, духовенство. Соответственно стала меняться и застройка центральной части улицы, на которой появились просторные двухэтажные, иногда полукаменные, дома. До революции на улице появилось и немало общественно значимых учреждений. Здесь работали земские трёхклассные школы, небольшая типография и частная аптека. Большинство из этих зданий до нашего времени не сохранилось.
13 декабря 1918 года постановлением Ревграждансовета Ижевска Куренная улица была переименована в Красную. При этом часть улицы до 1937 года имела собственное имя — улица Чехова.

## Расположение и маршрут
Красная улица расположена в Первомайском и Октябрьском административных районах Ижевска, на территории Центрального и Южного жилых районов, между двумя транспортными магистралями — улицами Максима Горького и Карла Маркса.
Южная часть улицы начинается в Первомайском районе от Воткинской железнодорожной линии и проходит от неё на север. В Южном жилом районе Красная улица пересекает Ястребовский переулок, затем — улицу Карла Либкнехта, и входит в Центральный жилой район. В центре города пересекает Интернациональный переулок, улицы Пастухова и Ленина. После пересечения Советской улицы входит в Октябрьский административный район и прерывается на Красногеройской улице.
В Южном жилом районе с нечётной стороны к Красной улице примыкает Речная улица, с чётной стороны примыкают Ботенёвский и Октябрьский переулки.
Северная часть улицы полностью проходит в центре города, в Октябрьском районе, как автодорога. Начинается от улицы Бородина и следует в северном направлении. Пересекает улицу Лихвинцева, эспланаду Центральной площади, Широкий переулок и заканчивается на улице Кирова.

## Примечательные здания и сооружения
По нечётной стороне:
- № 79 — магазин мебели «Mebelroom»
- № 105 — Удмуртский филиал Сбербанка России
- № 119 — Дом торговца Харина (Дом учителя)
- № 131 — жилой дом (1931), касса автопредприятия «Сапсан»
- № 133 — жилой дом (1931), антикафе «Baker Street»

По чётной стороне:
- № 122а — торгово-офисный центр «На Красной»
- № 144 — здание Министерства здравоохранения и Министерства промышленности и энергетики Удмуртской Республики
- № 154, 156 — ансамбль жилых домов завода «Ижсталь» («Дома на кирхе», 1928)
- № 168а — пейнтбольный клуб

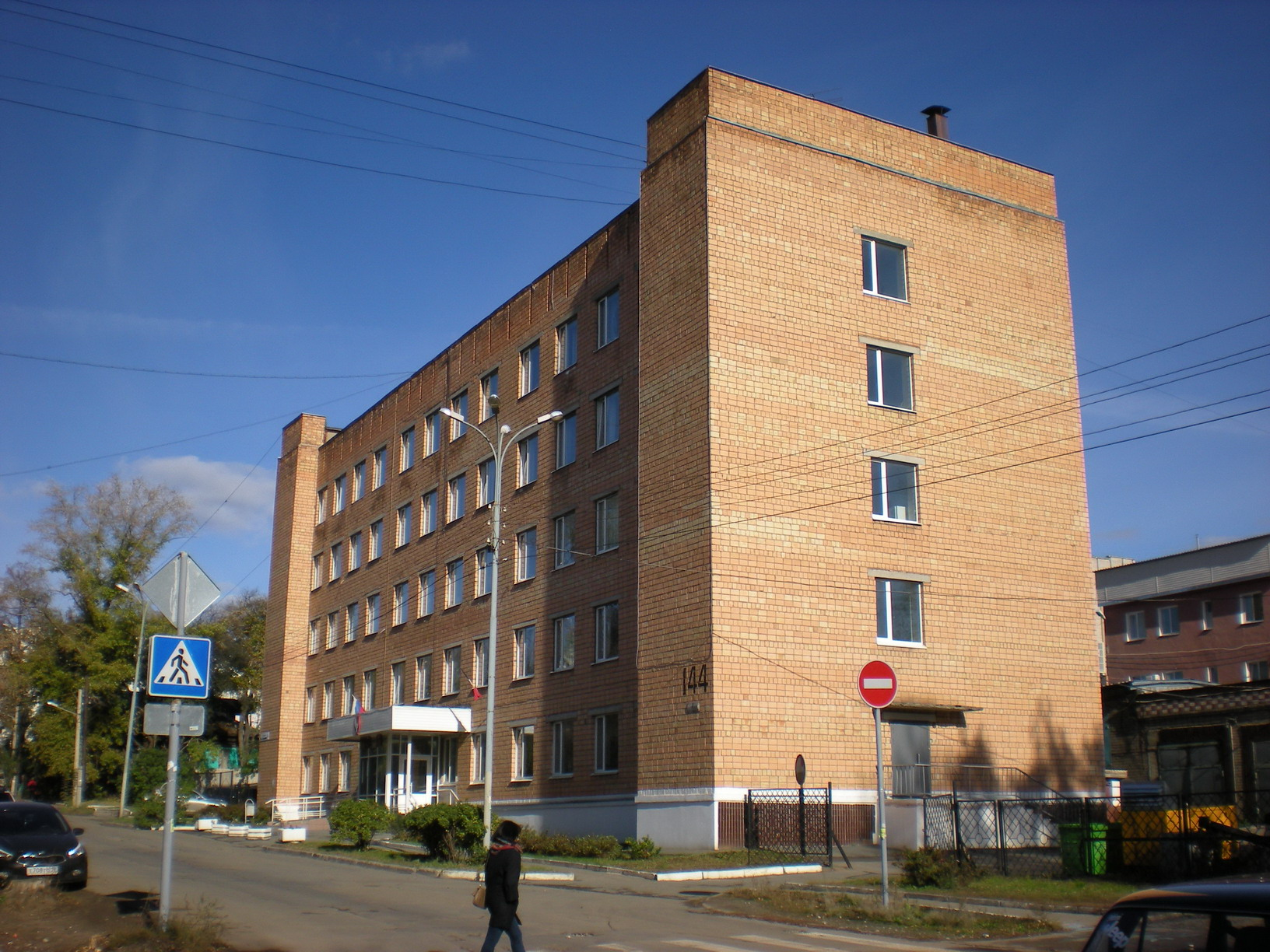
Минздрав Удмуртии
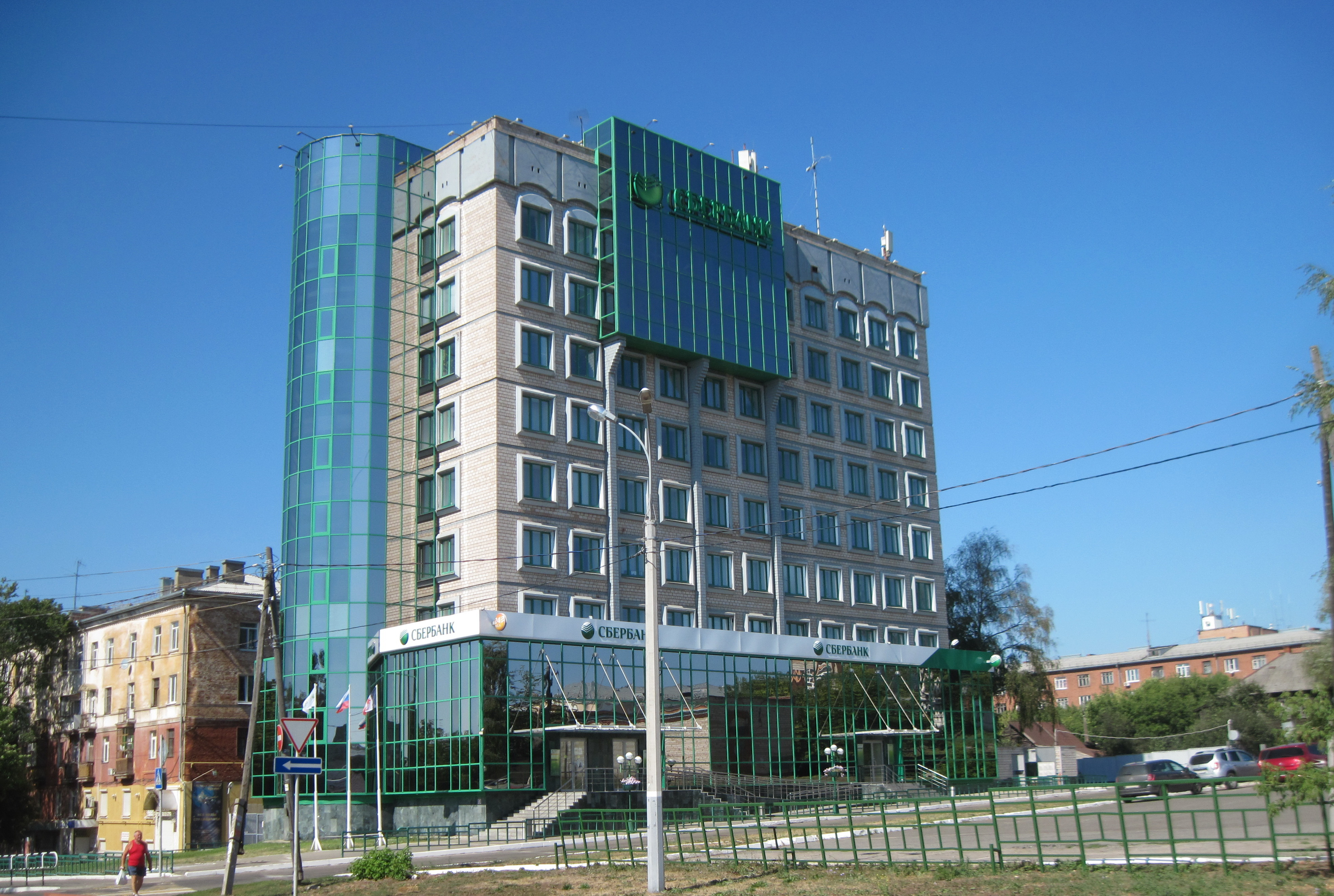
Дом № 105
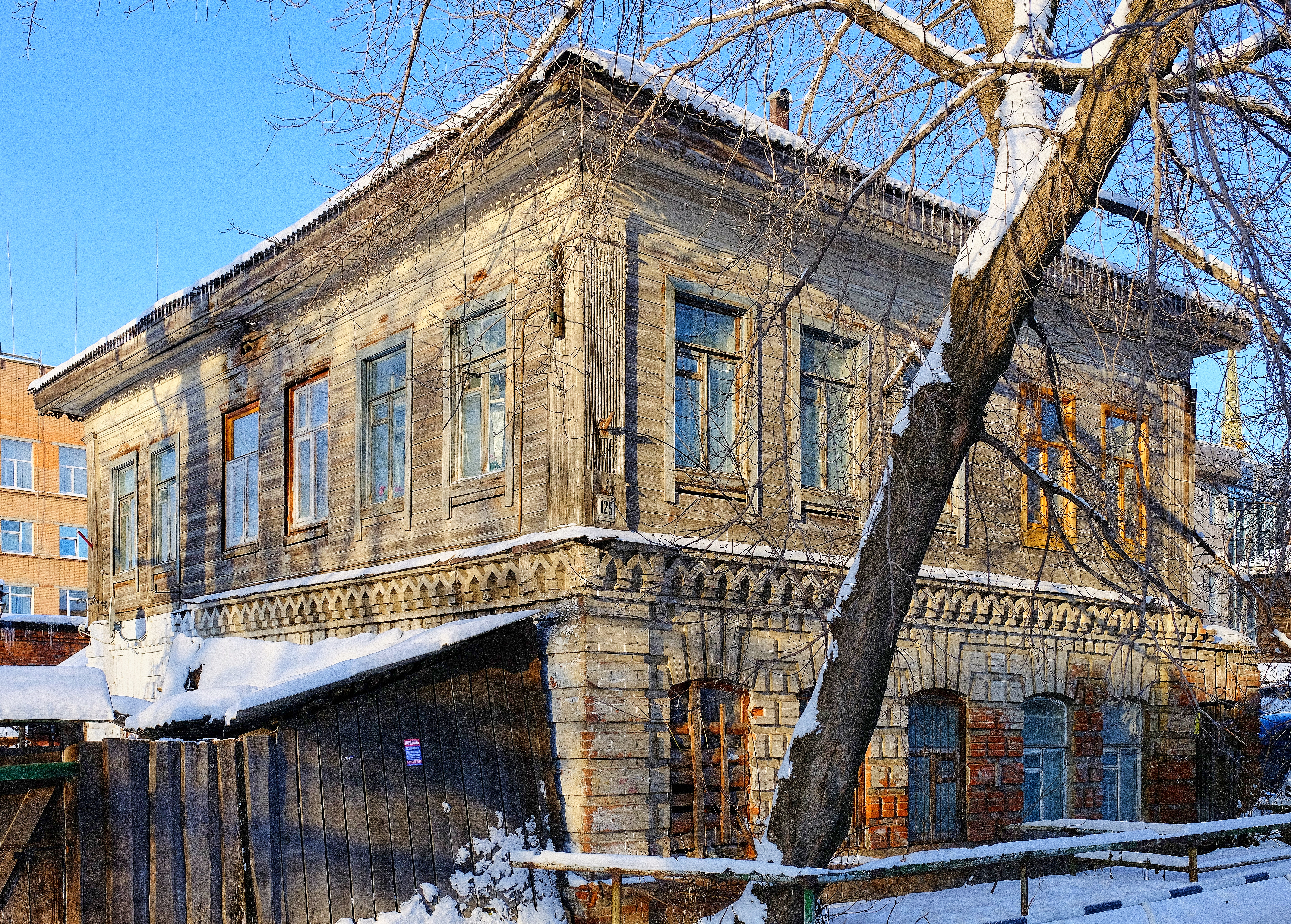
Дом № 125
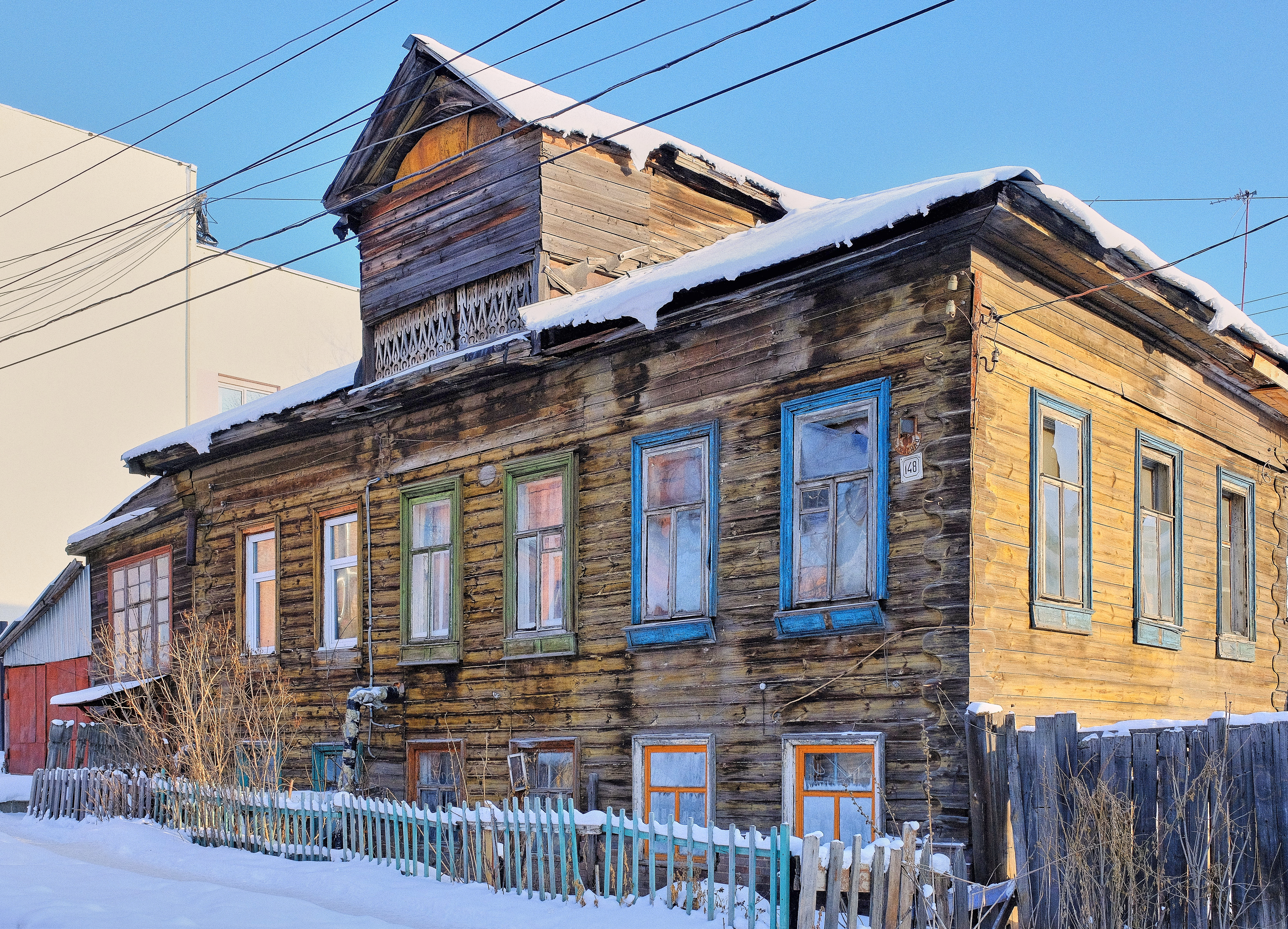
Дом № 148
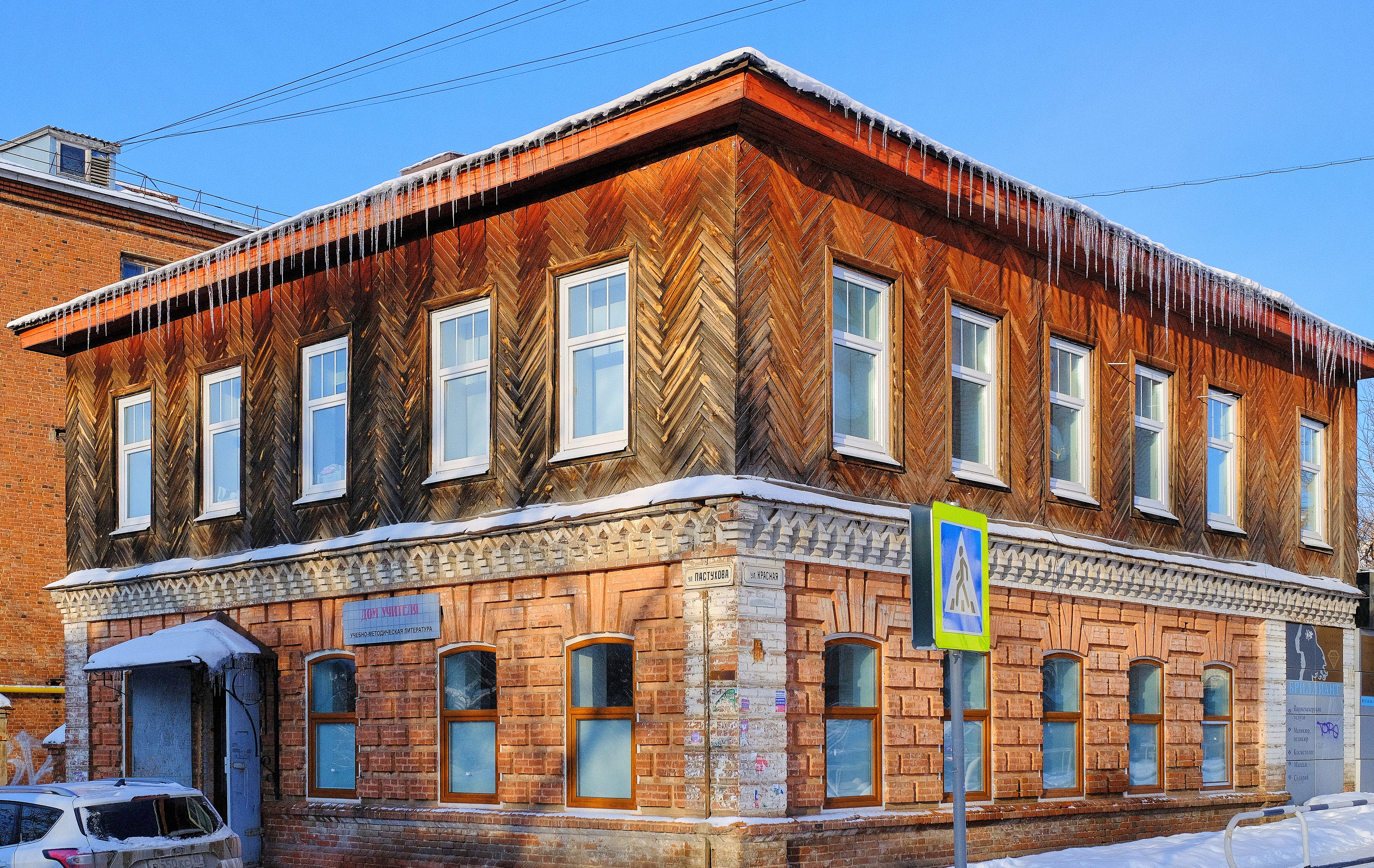
Дом торговца Харина

## Общественный транспорт
На отрезке от улицы Ленина до Советской по улице проходят разворотные кольца многих автобусных и троллейбусных маршрутов, начальный пункт отправления которых расположен у собора Александра Невского.
Ближайший транспорт:
- трамваи № , , , , , , , , троллейбусы № 1, 6, 7, 9, автобусы № 2, 6, 7, 8, 9, 11, 12, 15, 26, 27, 34, 36, 40, 41, 56, 59, 306, маршрутное такси № 10 (ост. Центр/Собор А. Невского/Пирожковая/Ул. Ленина/Летний сад им. Горького);
- троллейбусы № 6, 9, автобусы № 2, 6, 7, 8, 9, 11, 15, 26, 27, 34, 36, 41 (ост. Долгий мост);
- троллейбусы № 6, 10, 14, автобусы № 15, 19, 25, 39, 151, 341, 357, маршрутные такси № 45, 50, 53, 353, 363 (ост. Ул. Карла Маркса);
- автобусы № 15, 19, 25, 39 (ост. Пер. Октябрьский);
- троллейбусы № 9, 10, 14 (ост. ИжГЭТ);
- автобусы № 22, 25, маршрутное такси № 49 (ост. Воткинская линия);
- трамваи № , , , ,  (ост. Центральная мечеть, Улица Карла Либкнехта, Переулок Октябрьский, Воткинская линия).